# Groebèrids
Els groebèrids (Groeberiidae) són una família extinta de multituberculats polidolopimorfs. Van viure a Sud-amèrica des de l'Eocè superior fins a l'Oligocè inferior.

## Taxonomia
- Gènere Groeberia Patterson, 1952
  - Groeberia minopriori
  - Groeberia pattersoni
- Gènere Klohnia Flynn i Wyss, 1999
  - Klohnia charrieri